# Giải Romy Schneider
Giải Romy Schneider (tiếng Pháp: Prix Romy-Schneider) là một giải thưởng điện ảnh của Pháp dành cho các nữ diễn viên điện ảnh đầy triển vọng trong tương lai.
Giải được nhà báo Eugène Moineau thành lập năm 1984, đặt theo tên nữ diễn viên nổi tiếng Romy Schneider (1938-1982). Giải này được một Ban giám khảo bầu chọn hàng năm và được trao tại Paris, kết hợp với Giải Patrick Dewaere (tên cũ là Giải Jean Gabin) dành cho nam diễn viên đầy triển vọng.

## Các người đoạt giải
Năm 1994, nữ diễn viên người Đức Sandra Speichert, là người đầu tiên không phải người Pháp, đoạt giải này. Người trẻ nhất đoạt giải là Vanessa Paradis, lúc 17 tuổi (năm 1990), người lớn tuối nhất là Mathilde Seigner, 31 tuổi (năm 1999).
| Năm  | Người đoạt giải       | Quốc tịch       |
| ---- | --------------------- | --------------- |
| 1984 | Christine Boisson     | Pháp            |
| 1985 | Élizabeth Bourgine    | Pháp            |
| 1986 | Juliette Binoche      | Pháp            |
| 1987 | Catherine Mouchet     | Pháp            |
| 1988 | Fanny Bastien         | Pháp            |
| 1989 | Mathilda May          | Pháp            |
| 1990 | Vanessa Paradis       | Pháp            |
| 1991 | Anne Brochet          | Pháp            |
| 1992 | Anouk Grinberg        | Pháp            |
| 1993 | Elsa Zylberstein      | Pháp            |
| 1994 | Sandra Speichert      | Đức             |
| 1995 | Sandrine Kiberlain    | Pháp            |
| 1996 | Marie Gillain         | Bỉ              |
| 1997 | Julie Gayet           | Pháp            |
| 1998 | Isabelle Carré        | Pháp            |
| 1999 | Mathilde Seigner      | Pháp            |
| 2000 | Clotilde Courau       | Pháp            |
| 2001 | Hélène de Fougerolles | Pháp            |
| 2002 | Emma de Caunes        | Pháp            |
| 2003 | Ludivine Sagnier      | Pháp            |
| 2004 | Laura Smet            | Pháp            |
| 2005 | Cécile de France      | Bỉ              |
| 2006 | Mélanie Laurent       | Pháp            |
| 2007 | không trao giải       | không trao giải |
| 2008 | Audrey Dana           | Pháp            |